# Населення Лаосу
Населення Лаосу. Чисельність населення країни 2015 року становила 6,911 млн осіб (104-те місце у світі). Чисельність лаосців стабільно збільшується, народжуваність 2015 року становила 24,25 ‰ (60-те місце у світі), смертність — 7,63 ‰ (110-те місце у світі), природний приріст — 1,55 % (79-те місце у світі) . 

## Природний рух

### Відтворення
Народжуваність у Лаосі, станом на 2015 рік, дорівнює 24,25 ‰ (60-те місце у світі). Коефіцієнт потенційної народжуваності 2015 року становив 2,82 дитини на одну жінку (62-ге місце у світі). Рівень застосування контрацепції 49,8 % (станом на 2012 рік).
Смертність у Лаосі 2015 року становила 7,63 ‰ (110-те місце у світі).
Природний приріст населення в країні 2015 року становив 1,55 % (79-те місце у світі).

### Вікова структура

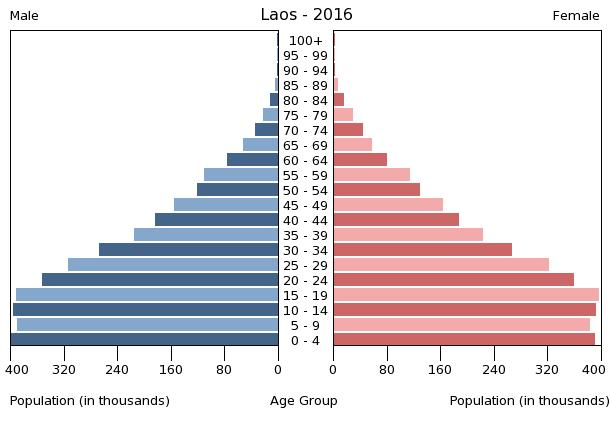
Віково-статева піраміда населення Лаосу, 2016 рік

Середній вік населення Лаосу становить 22,7 року (176-те місце у світі): для чоловіків — 22,4, для жінок — 23 роки. Очікувана середня тривалість життя 2015 року становила 63,88 року (181-ше місце у світі), для чоловіків — 61,88 року, для жінок — 65,95 року.
Вікова структура населення Лаосу, станом на 2015 рік, мала такий вигляд:
- діти віком до 14 років — 34,1 % (1 190 119 чоловіків, 1 166 774 жінки);
- молодь віком 15—24 роки — 21,31 % (731 531 чоловік, 741 107 жінок);
- дорослі віком 25—54 роки — 35,54 % (1 211 600 чоловіків, 1 245 010 жінок);
- особи передпохилого віку (55—64 роки) — 5,23 % (177 142 чоловіки, 184 409 жінок);
- особи похилого віку (65 років і старіші) — 3,82 % (119 392 чоловіки, 144 460 жінок)[1].

## Розселення
Густота населення країни 2015 року становила 29,5 особи/км² (188-ме місце у світі).

### Урбанізація
Лаос середньоурбанізована країна. Рівень урбанізованості становить 38,6 % населення країни (станом на 2015 рік), темпи зростання частки міського населення — 4,93 % (оцінка тренду за 2010—2015 роки).
Головні міста держави: В'єтьян (столиця) — 997,0 тис. осіб (дані за 2015 рік).

### Міграції
Річний рівень еміграції 2015 року становив 1,09 ‰ (149-те місце у світі). Цей показник не враховує різниці між законними і незаконними мігрантами, між біженцями, трудовими мігрантами та іншими.

## Расово-етнічний склад
| Етнічний склад (2005 рік) | Етнічний склад (2005 рік) | Етнічний склад (2005 рік) | Етнічний склад (2005 рік) | Етнічний склад (2005 рік) |
| ------------------------- | ------------------------- | ------------------------- | ------------------------- | ------------------------- |
| Етнос:                    |                           |                           | Відсоток:                 |                           |
| лао                       | лао                       |                           | 54.6%                     | 54.6%                     |
| кхму                      | кхму                      |                           | 10.9%                     | 10.9%                     |
| хмонги                    | хмонги                    |                           | 8%                        | 8%                        |
| тайці                     | тайці                     |                           | 3.8%                      | 3.8%                      |
| футайці                   | футайці                   |                           | 3.3%                      | 3.3%                      |
| лі                        | лі                        |                           | 2.2%                      | 2.2%                      |
| катанги                   | катанги                   |                           | 2.1%                      | 2.1%                      |
| маконгці                  | маконгці                  |                           | 2.1%                      | 2.1%                      |
| акха                      | акха                      |                           | 1.6%                      | 1.6%                      |
| інші                      | інші                      |                           | 10.4%                     | 10.4%                     |

Головні етноси країни: лао — 54,6 %, кхму — 10,9 %, хмонги — 8 %, тайці — 3,8 %, футайці — 3,3 %, ли — 2,2 %, катанги — 2,1 %, маконгці — 2,1 %, акха — 1,6 %, інші — 10,4 % населення (оціночні дані за 2005 рік).

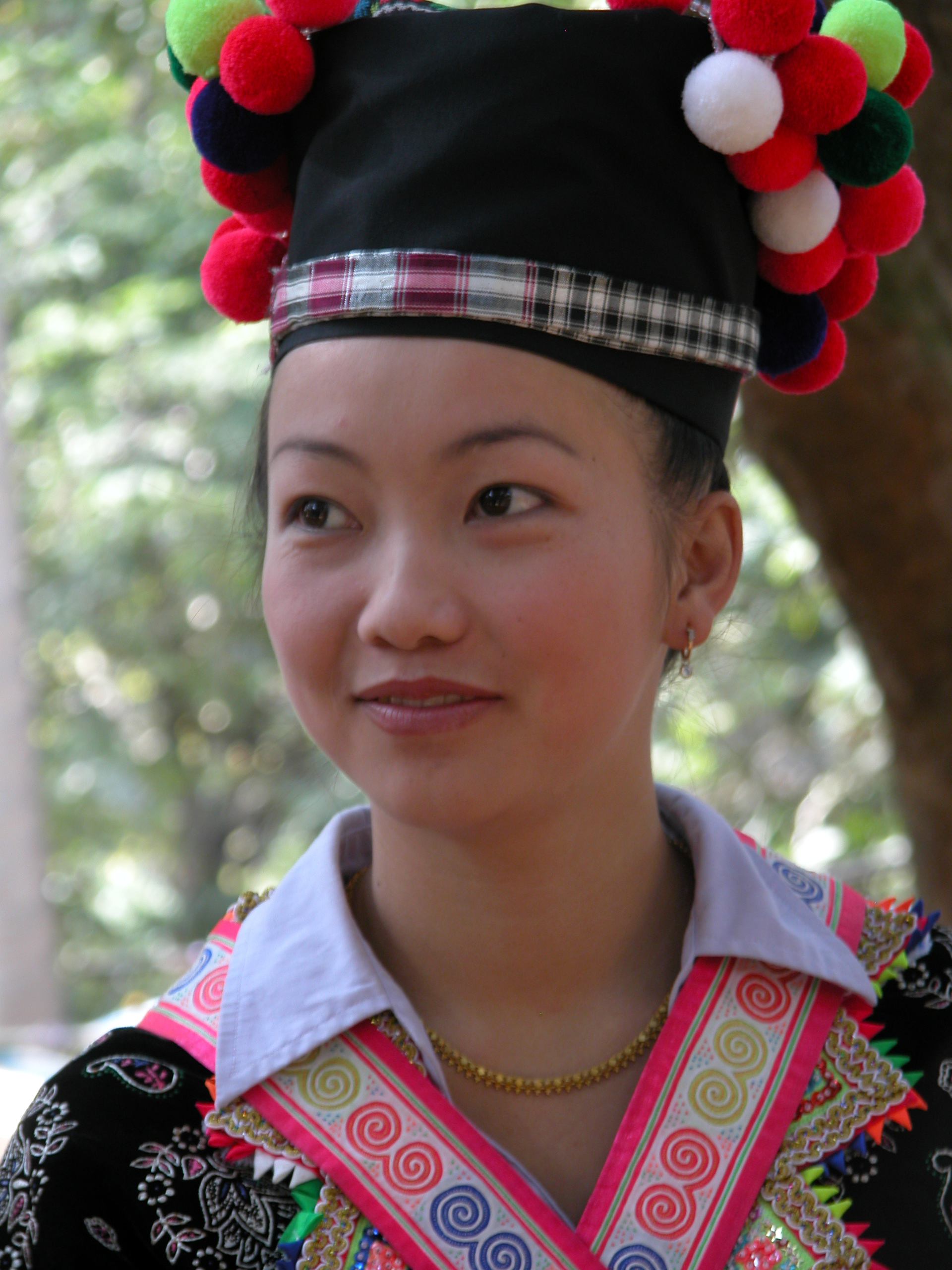
Дівчина в народному вбранні народу хмонг

## Мови
| Мови Лаосу (2015 рік) | Мови Лаосу (2015 рік) | Мови Лаосу (2015 рік) | Мови Лаосу (2015 рік) | Мови Лаосу (2015 рік) |
| --------------------- | --------------------- | --------------------- | --------------------- | --------------------- |
| Мова:                 |                       |                       | Відсоток:             |                       |
| лаоська               | лаоська               |                       | %                     | %                     |
| французька            | французька            |                       | %                     | %                     |
| англійська            | англійська            |                       | %                     | %                     |

Офіційна мова: лаоська. У побуті широко представлені також французька, англійська та місцеві регіональні мови.

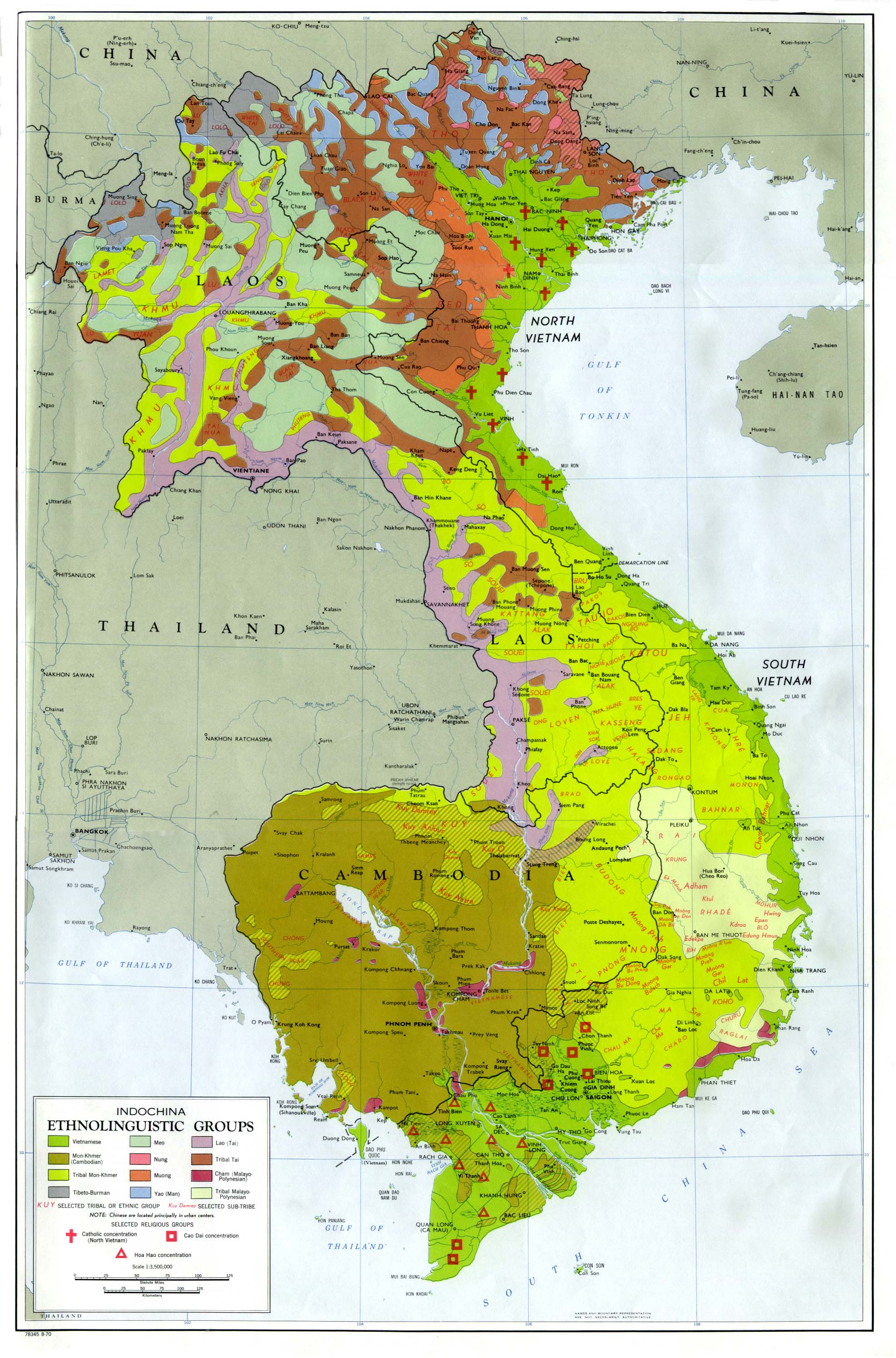
Етнолінгвістична мапа Індокитаю, 1970 рік (англ.)

## Релігії
| Релігії в Лаосі (2005 рік) | Релігії в Лаосі (2005 рік) | Релігії в Лаосі (2005 рік) | Релігії в Лаосі (2005 рік) | Релігії в Лаосі (2005 рік) |
| -------------------------- | -------------------------- | -------------------------- | -------------------------- | -------------------------- |
| Віросповідання:            |                            |                            | Відсоток:                  |                            |
| буддисти                   | буддисти                   |                            | 66.8%                      | 66.8%                      |
| християни                  | християни                  |                            | 1.5%                       | 1.5%                       |
| інші                       | інші                       |                            | 31%                        | 31%                        |
| агностики                  | агностики                  |                            | 0.7%                       | 0.7%                       |

Головні релігії й вірування, які сповідує, і конфесії та церковні організації, до яких відносить себе населення країни: буддизм — 66,8 %, християнство — 1,5 %, інші — 31 %, не визначились — 0,7 % (станом на 2005 рік).

## Освіта
Рівень письменності 2015 року становив 79,9 % дорослого населення (віком від 15 років): 87,1 % — серед чоловіків, 72,8 % — серед жінок.
Державні витрати на освіту становлять 4,2 % ВВП країни, станом на 2014 рік (147-ме місце у світі). Середня тривалість освіти становить 11 років, для хлопців — до 11 років, для дівчат — до 10 років (станом на 2014 рік).

## Охорона здоров'я
Забезпеченість лікарями в країні на рівні 0,18 лікаря на 1000 мешканців (станом на 2012 рік). Забезпеченість лікарняними ліжками в стаціонарах — 1,5 ліжка на 1000 мешканців (станом на 2012 рік). Загальні витрати на охорону здоров'я 2014 року становили 1,9 % ВВП країни (181-ше місце у світі).
Смертність немовлят до 1 року, станом на 2015 рік, становила 52,97 ‰ (32-ге місце у світі); хлопчиків — 58,52 ‰, дівчаток — 47,21 ‰. Рівень материнської смертності 2015 року становив 197 випадків на 100 тис. народжень (21-ше місце у світі).
Лаос входить до складу ряду міжнародних організацій: Міжнародного руху (ICRM) і Міжнародної федерації товариств Червоного Хреста і Червоного Півмісяця (IFRCS), Дитячого фонду ООН (UNISEF), Всесвітньої організації охорони здоров'я (WHO).

### Захворювання
Потенційний рівень зараження інфекційними хворобами в країні дуже високий. Найпоширеніші інфекційні захворювання: діарея, гепатит А, черевний тиф, гарячка денге, малярія (станом на 2016 рік).
2014 року зареєстровано 11,1 тис. хворих на СНІД (91-ше місце у світі), це 0,26 % населення в репродуктивному віці 15—49 років (91-ше місце у світі). Смертність 2014 року від цієї хвороби становила приблизно 500 осіб (86-те місце у світі).
Частка дорослого населення з високим індексом маси тіла 2014 року становила 3 % (179-те місце у світі); частка дітей віком до 5 років зі зниженою масою тіла становила 26,5 % (оцінка на 2012 рік). Ця статистика показує як власне стан харчування, так і наявну/гіпотетичну поширеність різних захворювань.

### Санітарія
Доступ до облаштованих джерел питної води 2015 року мало 85,6 % населення в містах і 69,4 % у сільській місцевості; загалом 75,7 % населення країни. Відсоток забезпеченості населення доступом до облаштованого водовідведення (каналізація, септик): в містах — 94,5 %, в сільській місцевості — 56 %, загалом по країні — 70,9 % (станом на 2015 рік). Споживання прісної води, станом на 2005 рік, дорівнює 3,49 км³ на рік, або 588,9 тонни на одного мешканця на рік: з яких 4 % припадає на побутові, 5 % — на промислові, 91 % — на сільськогосподарські потреби.

## Соціально-економічне становище
Співвідношення осіб, що в економічному плані залежать від інших, до осіб працездатного віку (15—64 роки) загалом становить 62,8 % (станом на 2015 рік): частка дітей — 56,6 %; частка осіб похилого віку — 6,2 %, або 16,1 потенційно працездатного на 1 пенсіонера. Загалом ці показники характеризують рівень потреби державної допомоги в секторах освіти, охорони здоров'я та пенсійного забезпечення, відповідно. За межею бідності 2013 року перебувало 22 % населення країни. Розподіл доходів домогосподарств у країні має такий вигляд: нижній дециль — 3,3 %, верхній дециль — 30,3 % (станом на 2008 рік).
Станом на 2012 рік, у країні 900 тис. осіб не мали доступу до електромереж; 87 % населення має доступ, в містах цей показник дорівнює 97 %, у сільській місцевості — 82 %. Рівень проникнення інтернет-технологій низький. Станом на липень 2015 року в країні налічувалось 1,258 млн унікальних інтернет-користувачів (142-ге місце у світі), що становило 18,2 % загальної кількості населення країни.

### Трудові ресурси
Загальні трудові ресурси 2015 року становили 3,532 млн осіб (99-те місце у світі). Зайнятість економічно активного населення у господарстві країни розподіляється таким чином: аграрне, лісове і рибне господарства — 73,1 %; промисловість і будівництво — 6,1 %; сфера послуг — 20,6 % (станом на 2012 рік). 175,17 тис. дітей у віці від 5 до 14 років (11 % загальної кількості) 2006 року були залучені до дитячої праці. Безробіття 2014 року дорівнювало 1,3 % працездатного населення, 2013 року — 1,4 % (7-ме місце у світі).

## Кримінал

#### Наркотики

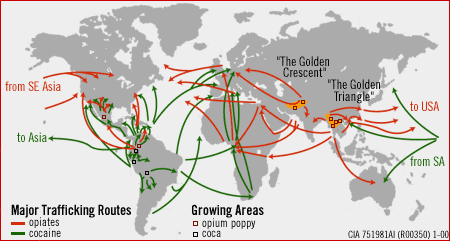
Світові маршрути наркотрафіку

2008 опійний мак вирощувався на площі 1,9 тис. га, що на 73 % більше ніж 2007 року; зростаюче виробництво метамфетамінів (оцінка ситуації 2009 року).

### Торгівля людьми
Згідно зі щорічною доповіддю про торгівлю людьми (англ. Trafficking in Persons Report) Управління з моніторингу та боротьби з торгівлею людьми Державного департаменту США, уряд Лаосу докладає значних зусиль у боротьбі з явищем примусової праці, сексуальної експлуатації, незаконною торгівлею внутрішніми органами, але законодавство відповідає мінімальним вимогам американського закону 2000 року щодо захисту жертв (англ. Trafficking Victims Protection Act’s) не повною мірою, країна перебуває у списку другого рівня.

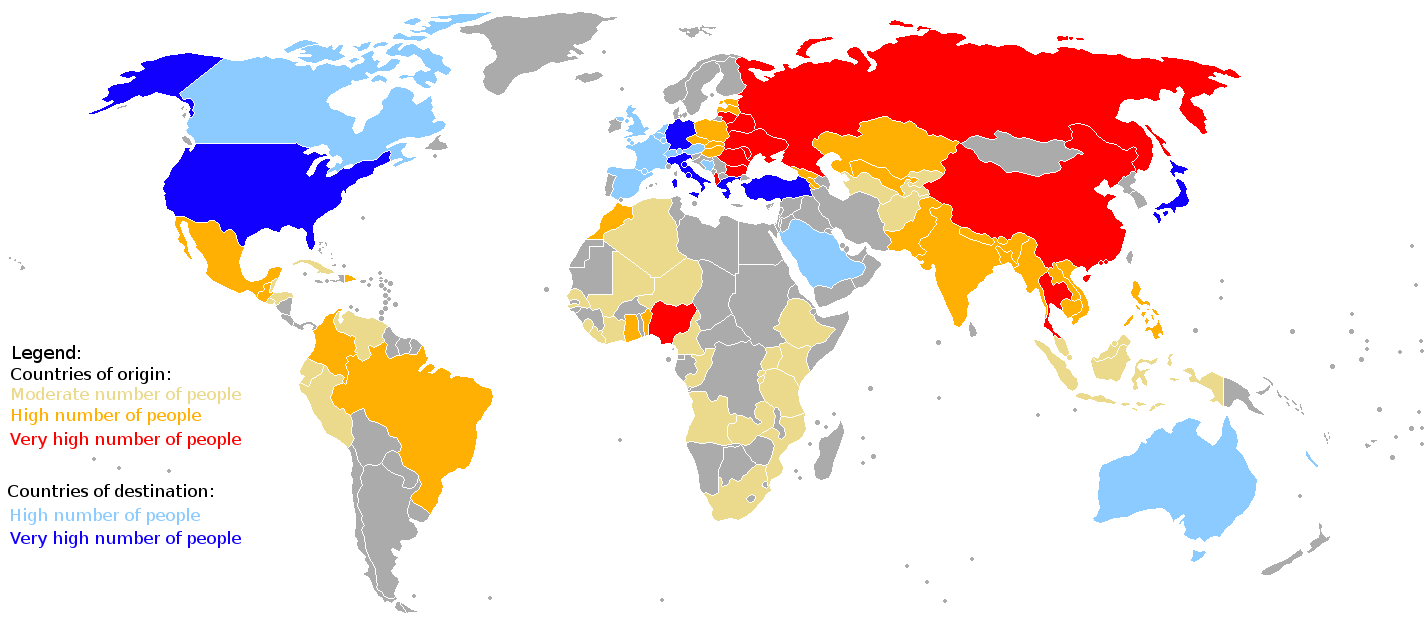
Країни-донори (червоний) і країни-реципієнти кримінальних потоків  (англ.)
Глобальна боротьба з торгівлею людьми (англ.)

## Гендерний стан
Статеве співвідношення (оцінка 2015 року):
- при народженні — 1,04 особи чоловічої статі на 1 особу жіночої;
- у віці до 14 років — 1,02 особи чоловічої статі на 1 особу жіночої;
- у віці 15—24 років — 0,99 особи чоловічої статі на 1 особу жіночої;
- у віці 25—54 років — 0,97 особи чоловічої статі на 1 особу жіночої;
- у віці 55—64 років — 0,96 особи чоловічої статі на 1 особу жіночої;
- у віці за 64 роки — 0,83 особи чоловічої статі на 1 особу жіночої;
- загалом — 0,99 особи чоловічої статі на 1 особу жіночої[1].

## Демографічні дослідження
Демографічні дослідження у країні ведуться рядом державних і наукових установ:

### Українською
- Атлас. 10—11 клас. Економічна і соціальна географія світу / упорядники :  О. Я. Скуратович, Н. І. Чанцева. — К. : ДНВП «Картографія», 2010. — ISBN 978-966-475-639-3.
- Атлас світу / голов. ред. І. С. Руденко ; зав. ред. В. В. Радченко ; відп. ред. О. В. Вакуленко. — К. : ДНВП «Картографія», 2005. — 336 с. — ISBN 9666315467.
- Безуглий В. В. Економічна і соціальна географія зарубіжних країн : Навчальний посібник. — К. : ВЦ «Академія», 2007. — 704 с. — ISBN 978-966-580-239-6.
- Безуглий В. В., Козинець С. В. Регіональна економічна і соціальна географія світу : Навчальний посібник. — видання 2-ге, доп., перероб. — К. : ВЦ «Академія», 2007. — 688 с. — ISBN 966-580-144-9.
- Головченко В. І., Кравчук О. Країнознавство: Азія, Африка, Латинська Америка, Австралія і Океанія. — К., 2006. — 335 с. — ISBN 966-8939-04-2.
- Гудзеляк І. І. Географія населення: Навчальний посібник / І. Гудзеляк. — Л. : Видавничий центр ЛНУ імені Івана Франка, 2008. — 232 с. — ISBN 978-966-613-599-8.
- Дахно І. І. Країни світу: Енциклопедичний довідник / І. І. Дахно, С. М. Тимофієв. — К. : Мапа, 2011. — 606 с. — (Бібліотека нового українця) — ISBN 978-966-8804-23-6.
- Дахно І. І. Економічна географія зарубіжних країн : навчальний посібник. — К. : Центр учбової літератури, 2014. — 319 с. — ISBN 978-611-01-0682-5.
- Джаман В. О. Регіональні системи розселення: демографічні аспекти. — Чернівці : Рута, 2003. — 392 с. — ISBN 9665685988.
- Дорошенко Л. С. Демографія: Навчальний посібник. — К. : МАУП, 2005. — 112 с. — ISBN 966-608-442-2.
- Дубович І. А. Країнознавчий словник-довідник. — 5-те вид., перероб. і доп. — К. : Знання, 2008. — 839 с. — ISBN 978-966-346-330-8.
- Економічна і соціальна географія країн світу. Навчальний посібник / За ред. Кузика С. П. — Л. : Світ, 2002. — 672 с. — ISBN 966-603-178-7.
- Загальна медична географія світу / В. О. Шевченко [та ін.] — К. : [б.в.], 1998. — 178 с.
- Ігнатьєв П. М. Країнознавство: Країни Азії. — Ч. : Книги-XXI, 2004. — 383 с. — ISBN 966-8029-53-4.
- Книш М. М., Мамчур О. І. Регіональна економічна і соціальна географія світу (Латинська Америка та Карибські країни, Африка, Азія, Океанія) : навч. посіб. — Л. : ЛНУ ім. Івана Франка, 2013. — 368 с. — ISBN 978-617-10-0007-0.
- Крисаченко В. С. Динаміка населення: Популяційні, етнічні та глобальні виміри. — К. : Видавництво Національного інституту стратегічних досліджень, 2005. — 368 с. — ISBN 966-554-083-1.
- Любіцева О. О., Мезенцев К. В., Павлов С. В. Географія релігій. — К. : АртЕК, 1999. — 504 с. — ISBN 966-505-006-0.
- Масляк П. О. Країнознавство. — К. : Знання, 2007. — 292 с. — (Вища освіта XXI століття)
- Масляк П. О., Дахно І. І. Економічна і соціальна географія світу / П. О. Масляк, І. І. Дахно ; за ред. П. О. Масляка. — К. : Вежа, 2003. — 280 с. — ISBN 966-7091-53-8.

### Російською
- (рос.) Лаос // Демографический энциклопедический словарь / главн. ред. Валентей Д. И. — М. : Советская энциклопедия, 1985. — 608 с.
- (рос.) Лаос // Страны и народы. Зарубежная Азия. Юго-Восточная Азия / Редкол. : П. И. Пучков (отв. ред.) и др. — М. : «Мысль», 1979. — 303 с. — (Страны и народы) — 180 тис. прим.
- (рос.) Атлас народов мира / Отв. ред. С. И. Брук и В. С. Апенченко. — М. : ГУГК ГГК СССР и Институт этнографии им. Н. Н. Миклухо-Маклая АН СССР, 1964. — 185 с. — 20 тис. прим.
- (рос.) Численность и расселение народов мира. Этнографические очерки / под ред. С. И. Брука. — М. : Издательство АН СССР, 1962. — 487 с.
- (рос.) Лаппо Г. М. География городов: Учебное пособие для географических факультетов вузов. — М. : Туманит, изд. центр ВЛАДОС, 1997. — 476 с. — ISBN 5-691-00047-0.
- (рос.) Ягельский А. География населения. — М. : Прогресс, 1980. — 383 с.